# Phil Selway
 (novembre 2012).
Si vous disposez d'ouvrages ou d'articles de référence ou si vous connaissez des sites web de qualité traitant du thème abordé ici, merci de compléter l'article en donnant les références utiles à sa vérifiabilité et en les liant à la section « Notes et références ».
Philip "Phil" James Selway (né le 23 mai 1967 à Abingdon dans l'Oxfordshire) est le batteur du groupe britannique Radiohead.

## Biographie
Il est le membre le plus âgé de Radiohead. Les autres membres du groupe l'appellent néanmoins 'Bald Member' (le membre chauve). Il a rejoint Radiohead parce que leur vieille boite à rythmes était cassée et qu'ils n'avaient pas les moyens d'en acheter une autre. Son jeu de batterie très précis est depuis devenu un élément caractéristique du son du groupe. Avant que Radiohead ait du succès, Phil a étudié l'anglais et l'histoire à l'école d'enseignement technique de Liverpool. Il a également tourné avec différents musiciens et fut professeur d'anglais auprès d'étudiants étrangers. Phil a une épouse, Kate, et trois fils : Leo, Jamie, et Patrick (à qui les albums Kid A, Amnesiac et Hail to the Thief sont respectivement dédiés[réf. nécessaire]).

## En dehors de Radiohead
Phil est bénévole pour l'association The Samaritans. Il a joué avec le groupe Dive Dive en mars 2005. Il est apparu dans le film Harry Potter et la Coupe de feu au sein du groupe The Weird Sisters avec Jonny Greenwood (guitariste de Radiohead), et Jarvis Cocker, leader du groupe Pulp.
Son premier album solo, Familial, est sorti en France le 30 août 2010.